# Тата-Сабая
Тата-Сабая (исп. Tata Sabaya ) — стратовулкан в Боливии. Расположен в провинции Атауальпа на западе страны, на плато Альтиплано, на северной оконечности озера Коипаса. Кроме того, Тата-Сабая лежит на восточной оконечности группы вулканов, включающей также вулканы Ислуга (на западе) и Кабарай. Время последнего извержения неизвестно, однако вероятнее всего его следует относить к голоцену.